# Fundação Índigo
A Fundação Índigo anteriormente conhecida como Instituto de Inovação e Governança (INDIGO) é um think tank brasileiro criado pelo Partido Social Liberal (PSL) e atualmente parte do União Brasil. O atual presidente do instituto é ex-prefeito de Salvador e vice-presidente nacional do UNIÃO, ACM Neto.